# Марта Тембо
Марта Тембо (англ. Martha Tembo; нар. 8 березня 1998, Замбія) — замбійська футболістка, півзахисниця клубу «Грін Буффалос» та національної збірної Замбії. Одна з гравчинь, яка поїхала на футбольний турнір Літню Олімпіаду 2020 року.

## Клубна кар'єра
З 2018 року захищає кольори замбійського клубу «Грін Буффалос».

## Кар'єра в збірній
У складі дівочої збірної Замбії (WU-17) поїхала на Дівочий чемпіонат світу (WU-17) 2014 року. У складі команди WU-17 дебютувала 16 березня 2014 року в програному (0:2) поєдинку проти одноліток з Італії. Марта вийшла на поле в стартовому складі та відіграла увесь матч, а на 58-ій хвилині отримала жовту картку. Загалом на вище вказаному турнірі зіграла 3 матчі.
У 2018 році отримала виклик до національної збірної Замбії для участі в Кубку африканських націй. На вище вказаному турнірі дебютувала 18 листопада 2018 року в переможному (5:0) поєдинку проти Екваторіальної Гвінеї. Тембо вийшла на поле в стартовому складі та відіграла увесь матч.